# Anthony Parker
Anthony Michael Parker (Naperville, 19 de junho de 1975) conhecido simplesmente como Anthony Parker é um ex-jogador profissional de basquetebol norte-americano que jogou na National Basketball Association (NBA). Parker atuou em várias franquias como Philadelphia 76ers, Orlando Magic, Toronto Raptors. Aposentou-se em 2012 quando jogava para o Cleveland Cavaliers. Parker é irmão da jogadora da WNBA Candace Parker.